# Institut national de mathématiques pures et appliquées
L'Institut national de mathématiques pures et appliquées (IMPA; en portugais : Instituto de Matemática Pura e Aplicada) est une institution de recherche et d'enseignement au Brésil dans le domaine des mathématiques. Il est situé dans la ville de Rio de Janeiro, et a été anciennement connu simplement comme Instituto de Matemática Pura e Aplicada, d'où son abréviation officielle IMPA.

## Domaines de recherches
Dès 2015, l'IMPA mène des recherches en algèbre, analyse, géométrie différentielle, équations aux dérivées partielles, infographie, dynamique des fluides, dynamiques holomorphes, économie mathématique, géométrie symplectique, géométrie algébrique, optimisation, théorie des probabilités, systèmes dynamiques et théorie ergodique. Il vise à élargir les axes de la recherche pour inclure la topologie, la théorie des nombres, la combinatoire et les mathématiques discrètes en général et ses applications,.

## Personnalités
Artur Ávila, lauréat de la Médaille Fields en 2014, est chercheur à l'IMPA et y a obtenu son doctorat.
Parmi ses chercheurs figurent aussi Jacob Palis, Elon Lages Lima, Maurício Peixoto, Manfredo do Carmo, Marcelo Viana, Welington de Melo, Enrique Pujals, Harold Rosenberg, Marcos Dajczer, Carlos Gustavo Moreira, Fernando Codá Marques, César Camacho, Arnaldo Garcia, Alfredo Noel Iusem, Karl-Otto Stöhr et Robert Morris.

## Directeurs généraux
|   | Directeur                  | Période                                                |
| 1 | Lélio Gama (pt)            | 1952 – 1966                                            |
| 2 | Lindolpho de Carvalho Dias | 1966 – 1989 (interrompu en 1969 – 1971 et 1978 – 1979) |
| 3 | Elon Lages Lima (pt)       | 1969 – 1971, 1978 – 1979 et 1989 – 1993                |
| 4 | Jacob Palis                | 1993 – 2003                                            |
| 5 | César Camacho (pt)         | 2003 – 2015                                            |
| 6 | Marcelo Viana              | 2015 –                                                 |